# Carl Sassenrath
Carl Sassenrath (California, 1957) è un ingegnere e informatico statunitense.

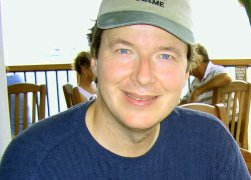
Carl Sassenrath (2004).

Esperto nello sviluppo di sistemi operativi e di linguaggi di programmazione, fra le sue principali realizzazioni: per la Commodore e la loro linea di computer Amiga, la componente Exec di AmigaOS (1985), nucleo del sistema operativo multitasking; il linguaggio di programmazione REBOL (1996).
Attualmente vive ad Ukiah.